# 이경희 (체조인)
이경희(1972년 ~) 또는 리경희는 조선민주주의인민공화국 여자 리듬체조 국가대표였다가 2007년 탈북하여 대한민국의 리듬체조 감독이 된 사람이다.